# Marcel Clermontel
Marcel Clermontel, né le 15 octobre 1906 à Clermont-Ferrand (Puy-de-Dôme) et mort le 22 septembre 1984 à Beaumont (Puy-de-Dôme), est un homme politique français.

## Biographie
Fils d'un ouvrier menuisier, Marcel Clermontel entre en apprentissage chez Michelin, à Clermont-Ferrand, après l'obtention du certificat d'études. D'abord dessinateur, puis technicien, il devient en 1930 agent d'assurance, avec un bref intermède au début de la seconde guerre mondiale comme cadre dans une entreprise de transports.
Bien qu'ayant été reformé pour raisons de santé, il participe à la résistance sous le pseudonyme de Desssaix. Son fils, résistant FFI lui aussi, est tué au combat en juin 1944.
Après la guerre, il s'engage dans les organisations professionnelles de son secteur, et devient vice-président de la fédération nationale des syndicats d'agents généraux d'assurance.
C'est avec la création par Charles de Gaulle du Rassemblement du Peuple Français, en 1947, qu'il entre en politique. Rapidement impliqué dans l'action ouvrière de ce parti, il est en 1947 élu conseiller municipal de Clermont-Ferrand, dans une municipalité socialiste mais incluant des élus gaullistes.
En 1951, il fait partie des gaullistes qui s'opposent à ce que la liste du RPF soit conduite dans le département par Jean-Michel Flandin, qui a surtout pour lui d'être un ami de jeunesse de Georges Pompidou, et qui, finalement désigné, obtient un résultat deux fois moins fort qu'au niveau national.
Marcel Clermontel est, cette année là, élu conseiller général, dans le canton de Clermont-Ferrand-Sud.
Il est réélu à ce mandat après la mise en sommeil du RPF, en 1953, puis 1957. Son action départementale est essentiellement consacrée au développement de l'aéroport d'Aulnat.
En 1958, il est logiquement choisi par l'UNR comme candidat aux législatives, dans la première circonscription du département. Il obtient un large soutien de la droite et du centre-droit. Il affronte notamment le sortant communiste Pierre Besset.
Arrivé en tête du premier tour, avec 38,9 % des voix, il est élu au second, la faveur d'une triangulaire, avec 47,8 %.
Député fidèle au gouvernement, il n'est cependant pas un « godillot » et n'hésite pas à critiquer les faiblesses de son action. Ainsi, en 1959-1960, il critique la timidité de la réforme fiscale mise en œuvre eu égard aux promesses électorales. Il critiquera aussi l'absence de soutien financier à Air Inter dans la loi de finances rectificative de juillet 1962.
Une de ses batailles est la restriction du droit de grève, déposant en juin 1960 une proposition visant à conditionner le déclenchement d'une grève à la tenue d'un référendum auprès des salariés concernés.
Pendant ce mandat, il est surtout connu comme rapporteur du budget de l'éducation nationale. Il s'élève ainsi contre le nombre qu'il estime excessif d'emplois administratifs.
En 1962, il est rapporteur de la mission d'information de la commission des finances sur les Antilles et la Guyane.
De nouveau candidat en 1962, il obtient 35,1 % des voix au premier tour, mais, du fait du désistement des candidats communistes, MRP et PSU en faveur du socialiste Ambroise Brugière, est nettement battu au second, n'obtenant que 39,6 %.
Il abandonne la vie politique après les cantonales de 1963, et se consacre à nouveau à ses activités professionnelles et para-professionnelles. Il garde cependant contact avec le mouvement gaulliste, étant engagé dans l'amicale des anciens députés gaullistes, et restant membre des différents partis ayant succédé à l'UNR.

## Détail des fonctions et des mandats
- 30 novembre 1958 - 9 octobre 1962 : Député de la 1re circonscription du Puy-de-Dôme